# 拂子茅黑粉菌
拂子茅黑粉菌（学名：Ustilago calamagrostidis）是属于黑粉菌目黑粉菌科黑粉菌属的一种真菌，寄生在拂子茅属植物上。该种分布于中国、哈萨克斯坦、土库曼斯坦、丹麦、挪威、瑞典、芬兰、俄罗斯、波兰、匈牙利、德国、荷兰、意大利、加拿大、美国等地。